# Galerie am Moritzplatz
Die Galerie am Moritzplatz wurde 1977 als Künstlerselbsthilfegalerie gegründet. Aus ihr gingen im Wesentlichen die Künstler der Neuen Wilden hervor.
Die Galerie befand sich am Moritzplatz (Oranienstraße 58) in Berlin-Kreuzberg. Zu den Gründern gehörten Künstler wie Salomé, Helmut Middendorf, Rainer Fetting, Stefan Roloff, Luciano Castelli und Bernd Zimmer. Eine gewisse Konkurrenz bestand zu den Künstlern um Martin Kippenberger, der eine Straßenecke weiter am Oranienplatz residierte und das SO36 betrieb.
Die Galerie bestand bis 1981.